# Karl Karmarsch

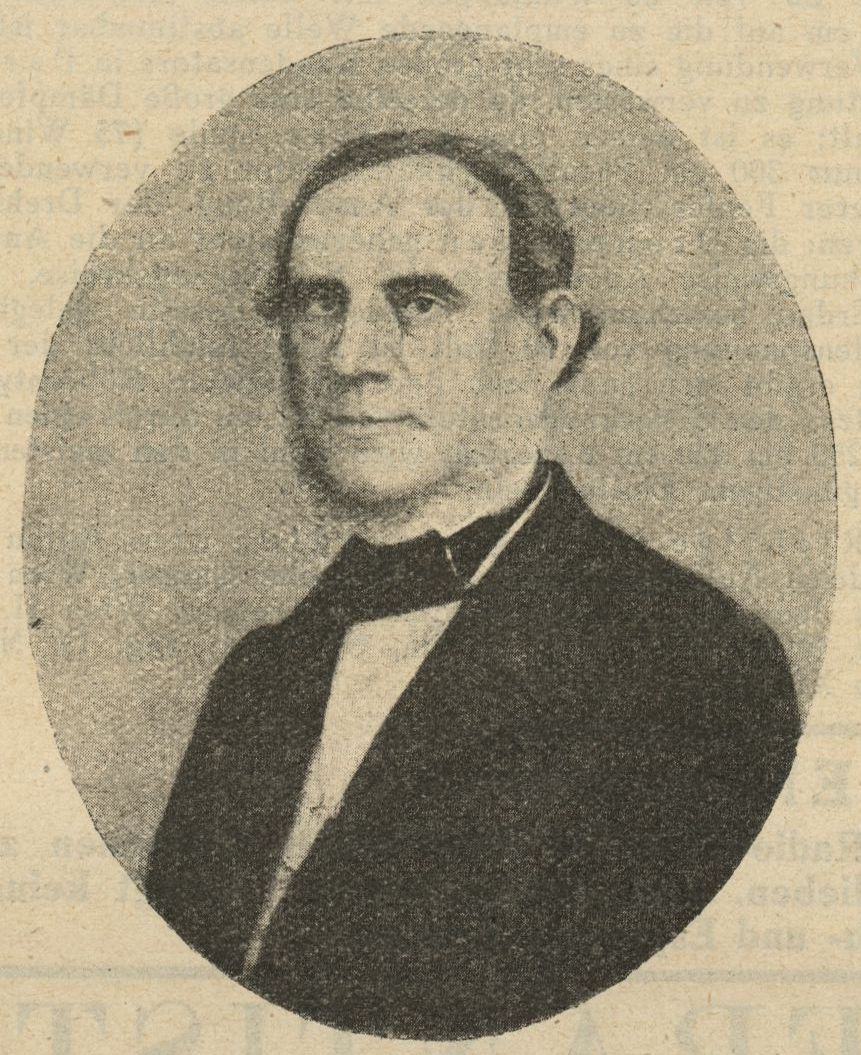
Karl Karmarsch, vor 1879

Karl Karmarsch (* 17. Oktober 1803 in Wien; † 24. März 1879 in Hannover) war ein deutscher Technologe und langjähriger erster Direktor der Polytechnischen Schule, der heutigen Gottfried Wilhelm Leibniz Universität Hannover.

## Leben
Karl Karmarsch stammte aus kleinen Verhältnissen: Er war der Sohn eines Wiener Schneidermeisters, das zweite von zwölf Kindern. Er studierte am Polytechnischen Institut in Wien und war dort 1819 bis 1823 Assistent von Georg Altmütter. 1830 ging er als Hauptlehrer an die gerade gegründete Höhere Gewerbeschule in Hannover und wurde 1831 deren erster Direktor. Der Ausbau der Gewerbeschule zur Polytechnischen Schule (1847) und Technischen Hochschule (1879) ist mit Karmarschs Namen eng verknüpft.
Neben Karmarsch wurde Georg Wilhelm Glünder zweiter Direktor der Polytechnischen Schule.
Karmarsch war Hauptlehrer im technologisch-chemischen Fach und vertrat die Lehrgebiete Mechanische Technologie und theoretische Chemie mit Anwendungen auf die Technik (bis 1840) und Bautechnologie (seit 1869). Karmarsch gehörte zu den Begründern der wissenschaftlichen mechanischen Technologie, der es um die Verbindung der exakten Wissenschaften mit ihrer technischen Anwendung geht. Sein Hauptwerk Grundriß der mechanischen Technologie erschien in 1. Auflage 1837.
1846 erhielt Karmarsch, zeitgleich mit Friedrich Heeren, Heinrich Kirchweger und Moritz Rühlmann, das Ehrenbürgerrecht der Stadt Hannover (dies bedeutete die unentgeltliche Gewährung des Bürgerrechts). Er war Preisrichter bei den ersten Weltausstellungen in London und Paris (1851 und 1867) und 1845 bis 1855 Vizepräsident des Gewerbevereins für das Königreich Hannover; seit 1869 war er Geheimer Regierungsrat.
Rufe als Professor an die Universität Tübingen (1840) und als Direktor des Gewerbeinstituts in Berlin (1856) lehnte er ab.
Karl Karmarsch wohnte zeitweilig in der Ersten Etage über der von dem Architekten Theodor Gersting in den Jahren 1865 bis 1867 errichteten Hannoverschen Badeanstalt an der Friedrichstraße.
Nach dem Eintritt in den Ruhestand 1875 auf eigenen Wunsch gründete er die Karmarsch-Stiftung für Stipendien, die 1926 mit anderen Stiftungen zur Karmarsch-Sammelstiftung zusammengelegt wurde. Sein Grab (mit Porträtmedaillon) befindet sich auf dem Stadtfriedhof Engesohde, Abt. 25a, in Hannover.

## Ehrungen
- 1856 Dr. phil. h. c. der Universität Göttingen
- 1862 Mitglied der Leopoldina
- 1864 auswärtiges Mitglied der Königlich Schwedischen Akademie der Wissenschaften
- korrespondierendes Mitglied des Niederösterreichischen Gewerbevereins
- Ehrenmitglied des großherzoglich hessischen Gewerbevereins
- Ehrenmitglied des Vereins zur Ermunterung des Gewerbegeistes in Böhmen
- Ehrenmitglied der Gesellschaft zur Beförderung der nützlichen Künste und ihrer Hülfswissenschaften in Frankfurt
- Ehrenmitglied des Apothekervereins im nördlichen Deutschland
- Ehrenmitglied der polytechnischen Gesellschaft zu Leipzig
- Ehrenmitglied des thüringischen Kunst- und Gewerbevereins zu Saalfeld
- Ehrenmitglied des Gewerbevereins in Lahr
- auswärtiges Mitglied der pfälzischen Gesellschaft für Pharmacie und Technik
- korrespondierendes Ehrenmitglied der Naturforschenden Gesellschaft zu Emden
- Am 17. Oktober 1883 wurde zu seinen Ehren das von Oskar Rassau und Heinrich Köhler entworfene Denkmal in der Georgstraße in Hannover enthüllt.[3]
- Der 1879 bis 1898 in Hannover erfolgte Straßen-Durchbruch von der Georgstraße (vom heutigen Kröpcke) zur Friedrichstraße (heute: Friedrichswall) wurde Karmarschstraße benannt und 1894 wurde die Karmarschgasse in Wien-Favoriten nach ihm benannt.
- Die Karmarsch-Denkmünze wurde 1925 von der Hochschulgemeinschaft Hannover (heute Leibniz Universitätsgesellschaft Hannover e. V.) gestiftet. Mit ihr werden Persönlichkeiten ausgezeichnet, die Verdienste um die Förderung von Technik und Wirtschaft in wissenschaftlicher Forschung oder in der Förderung der wirtschaftlichen Entwicklung erwarben.

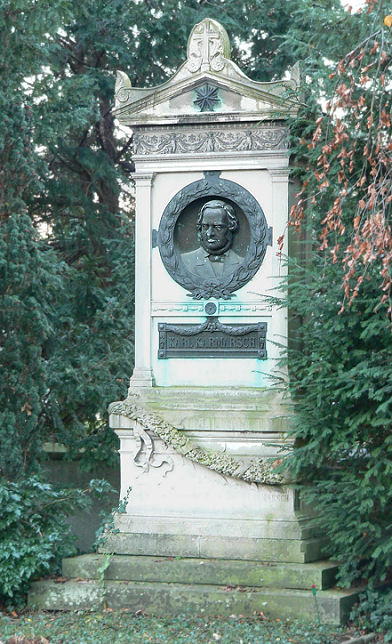
Grabmal auf dem Friedhof Engesohde
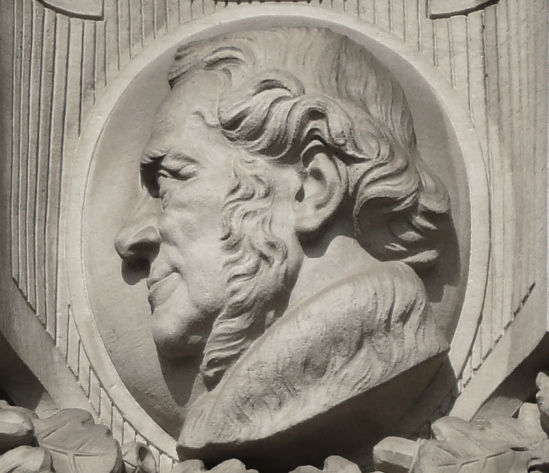
Karl Karmarsch als Porträtmedaillon am Neuen Rathaus Hannover
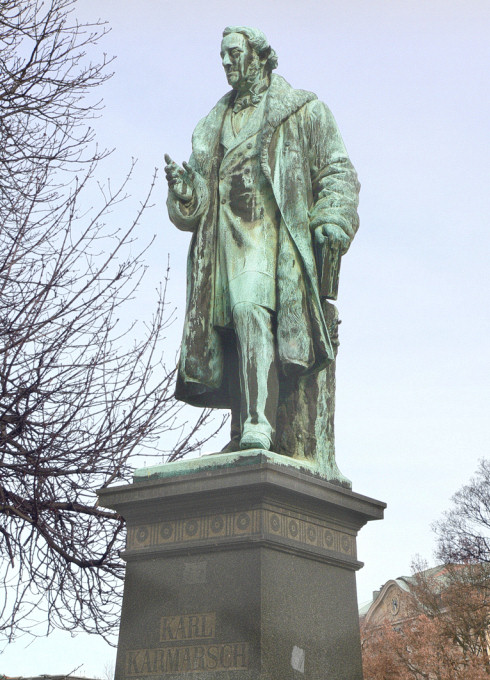
Bronzestatue in der Georgstraße
Druck des Gewerbevereins für das Königreich Hannover von 1846, untertitelt von von Dachenhausen und Karmarsch

## Veröffentlichungen (Auswahl)
- Einleitung in die mechanischen Lehren der Technologie. 2 Bände. Wallishausser, Wien 1825.
- Die höhere Gewerbeschule in Hannover. Erläuterungen über Zweck, Einrichtung und Nutzen derselben. Hahn, Hannover 1831.
  - Die polytechnische Schule zu Hannover. Zweite, sehr erweiterte Auflage mit drei Blättern Abbildungen des Gebäudes der Anstalt. Verlag der Hahnschen Hofbuchhandlung, Hannover 1856; Textarchiv – Internet Archive.
- Grundriß der mechanischen Technologie. Als Leitfaden für den technologischen Unterricht an polytechnischen Instituten und Gewerbeschulen. Helwing, Hannover 1837.
  - 2., sehr vermehrte Auflage: Handbuch der mechanischen Technologie. Helwing, Hannover 1851.
  - 3., vermehrte Auflage. Helwing, Hannover 1857–1858.
  - 4. Auflage. Helwing, Hannover 1866–1867.
  - 5., neu bearbeitete Auflage, herausgegeben von Ernst Hartig. Helwing, Hannover 1875–1876.
  - 6., neubearbeitete u. erweiterte Auflage, bearbeitet von Hermann Fischer. Baumgärtner, Leipzig 1888–1905.
- Geschichte der Technologie seit der Mitte des achtzehnten Jahrhunderts. Oldenbourg, München 1872 (reader.digitale-sammlungen.de; Reprint Johnson, New York / Olms, Hildesheim 1965).
- mit Friedrich Heeren: Technisches Wörterbuch oder Handbuch der Gewerbkunde in alphabetischer Ordnung. Bearbeitet nach Dr. Andrew Ure's Dictionary of Arts, Manufactures and Mines. 3 Bände. Prag 1843–1844.
  - 2., gänzlich neu bearbeitete Auflage. 3 Bände. Prag 1854–1857.
  - 3., ergänzte überarbeitete (Neu-)Auflage: Friedrich Kick, Wilhelm Gintl: Karmarsch und Heeren’s technisches Wörterbuch. 11 Bände. Verlag der Bohemia, Prag 1876–1892.